# Hylarana siberu
Hylarana siberu är en groddjursart som först beskrevs av Dring, McCarthy och Mark Whitten 1990.  Hylarana siberu ingår i släktet Hylarana och familjen egentliga grodor. IUCN kategoriserar arten globalt som livskraftig. Inga underarter finns listade i Catalogue of Life.